# NEXON
A NEXON egy tisztán magyar tulajdonú, bér- és humán-ügyviteli szoftverek fejlesztésével, valamint HR szolgáltatásokkal foglalkozó társaság. A magyar gazdaság meghatározó szereplői, valamint a TOP 200 cégek közel harmada a NEXON szolgáltatásait veszi igénybe: több mint egymillió munkavállaló bérügyviteli feladatait a NEXON alkalmazásaival végzik.

## A NEXON története

### A kezdetek
A rendszerváltás idején alapított NEXON a bérelszámolásra szakosodott. Fő terméke az Ocskay Szilárd által 1985-ben fejlesztett bérszámfejtő program volt, melynek felhasználói között a cég megalapításakor már 70 nagyvállalat és intézmény, köztük a KSH, az APEH és az MTA is szerepelt.

### A termékfejlesztés időszaka
1992-ben a vállalat megújította szoftvereit, így a 2. generációs BERENC program már integráltan kezelte a bér- és táppénzszámfejtési, valamint a munkaügyi feladatokat. A kezdeti munkaügyi személyzeti nyilvántartásból összetett humánerőforrás-gazdálkodási rendszer lett, a munkaidő kézi vezetése helyett integrált beléptető és munkaidő-nyilvántartó rendszer készült.

### Újabb termékek és szolgáltatások
2004-ben a NEXON piacra dobta 3. generációs szoftvereit, amelyek Windows platformon, egymással integráltan működtek. A NEXONhr és a NEXONtime programok mellé elkészült a NEXONjob toborzás-kiválasztási program, valamint a NEXONtd képzés-fejlesztés és a NEXONpm teljesítménymenedzsment program.
Önálló üzletággá fejlődött az oktatási tevékenység, létrejött a NEXON Akadémia (korábbi nevén NEXONedu Felnőttképzési és Vizsgaközpont), amely akkreditált felnőttoktatási intézményként működik.
A vállalat 2016-ban stratégiai megállapodást kötött a Kodolányi János Főiskolával. Ennek keretében a NEXON külső tanszékként csatlakozik az iskola HR-képzéséhez és duális oktatás keretében biztosítja a gyakorlati HR ismeretek megszerzését a hallgatók számára. 2018. augusztus elsejétől egyetemi tanszékké lépett elő a NEXON a Kodolányi János Egyetemen, ahol az intézménnyel karöltve személyügyi képzést biztosítanak.

### A NEXON4 fejlesztés
2011-ben a NEXON megkezdte szoftverei 4. generációjának fejlesztését. Ennek fókuszában a HR mint az üzleti tevékenység támogatója áll (workforce management and optimalization), a vállalaton belüli szolgáltató szerepet az önkiszolgáló megoldások támogatják. A NEXON az új termékekbe a felhő alapú szolgáltatás, a mobil elérés lehetőségeit is fokozatosan beépíti. A fejlesztések első eleme a NEXON_PORT dolgozói önkiszolgáló rendszer, mely interaktív felületet biztosít a dolgozók számára a saját ügyintézésükhöz (pl.: elektronikus jelenléti ív kezelése, munkáltatói igazolások, ill. elektronikus nyomtatványok lekérdezése, kitöltése).
2024. december 12-én váratlanul hunyt el Nexon alapító tulajdonosa, Sass Katalin. A jövőben a Nexon irányításával és vezetésével járó feladatokat a társaság ügyvezető igazgatója, tulajdonosa, Ocskay Szilárd látja el.

## Termékek, szolgáltatások

### A NEXON által fejlesztett és forgalmazott szoftverek
NEXON humánerőforrás-gazdálkodási rendszer részei:
- személyügyi nyilvántartás
- bérügyviteli szoftver
- beléptető és munkaidő-nyilvántartó rendszer
- cafeteria szoftver
- dolgozói önkiszolgáló rendszer
- hr analitika
- hr folyamattámogató keretrendszer
- hr-kontrolling

### A vállalat egyéb szolgáltatásai
- humán-ügyviteli outsourcing (NEXONsource szolgáltatás): bérszámfejtés, TB ügyintézés, munkaügyi adminisztráció, cafeteria-menedzsment, HR adminisztráció
- szakmai képzések (a NEXON Akadémia szervezésében): bérügyintéző és TB ügyintéző OKJ képzések, a szoftverek kezeléséhez kapcsolódó tanfolyamok, szakmai konferenciák, valamint a Kodolányi János Főiskolával tartott közös felsőfokú képzések.
- humán-ügyviteli tanácsadás

## Díjak, minősítések
- 1996. ISO 9001 minősítés
- 2002. Legjobb munkahely felmérés – I. helyezett
- 2002. Microsoft Gold Certified Partner
- 2004. Legjobb munkahely felmérés – II. helyezett
- 2008. CSR Hungary Díj – I. helyezett (kkv kategória)[12]
- 2009. Legkiemelkedőbb Üzleti Adományozó díj (kkv kategória)[13]
- 2010. ISO 27001 tanúsítvány
- 2011. Invitel InnoMax díj (70-250 fős vállalatok között)[14]
- 2012. Invitel InnoMax különdíj[15]
- 2012. EuroCloud Award Különdíj[16]
- 2015. Marketing Gyémánt-díj[17]
- 2019. Megbízható munkaadó[18]
- 2019. KKV TOP 100 díj: 6. hely[19]
- 2019. Laurus-díj (Sass Katalin)[20]
- 2021. HRKOMM Award 2021, Legeredetibb CSR program, Ezüst [21]
- 2022. Családbarát munkahely[22]

### Tagságok
- IVSZ (Informatikai, Távközlési és Elektronikai Vállalkozások Szövetsége)[23]
- OHE (Országos Humánmenedzsment Egyesület)
- HOA (Magyar Szolgáltatóipari és outsourcing Szövetség)[24]
- NMIKK (Német-Magyar Ipari és Kereskedelmi Kamara)[25]
- AmCham Hungary [26]

## Külső hivatkozások
- A NEXON hivatalos honlapja
- A felhőn túl: Új fejlesztésre készül a NEXON Archiválva 2011. november 15-i dátummal a Wayback Machine-ben
- NEXON: Számok, tények, tervek[halott link]
- Megújuló képzés a Budapesti Gazdasági Főiskolán[halott link]
- Felhőbe költözik a személyzeti osztály[halott link]